# Diceratella alata
Diceratella alata là một loài thực vật có hoa trong họ Cải. Loài này được Jonsell & Moggi mô tả khoa học đầu tiên năm 1983.